# Montpezat-de-Quercy
Montpezat-de-Quercy ist eine französische Gemeinde mit 1600 Einwohnern (Stand 1. Januar 2022) im Département Tarn-et-Garonne in der Region Okzitanien. Montpezat-de-Quercy gehört zum Kanton Quercy-Aveyron im Arrondissement Montauban.

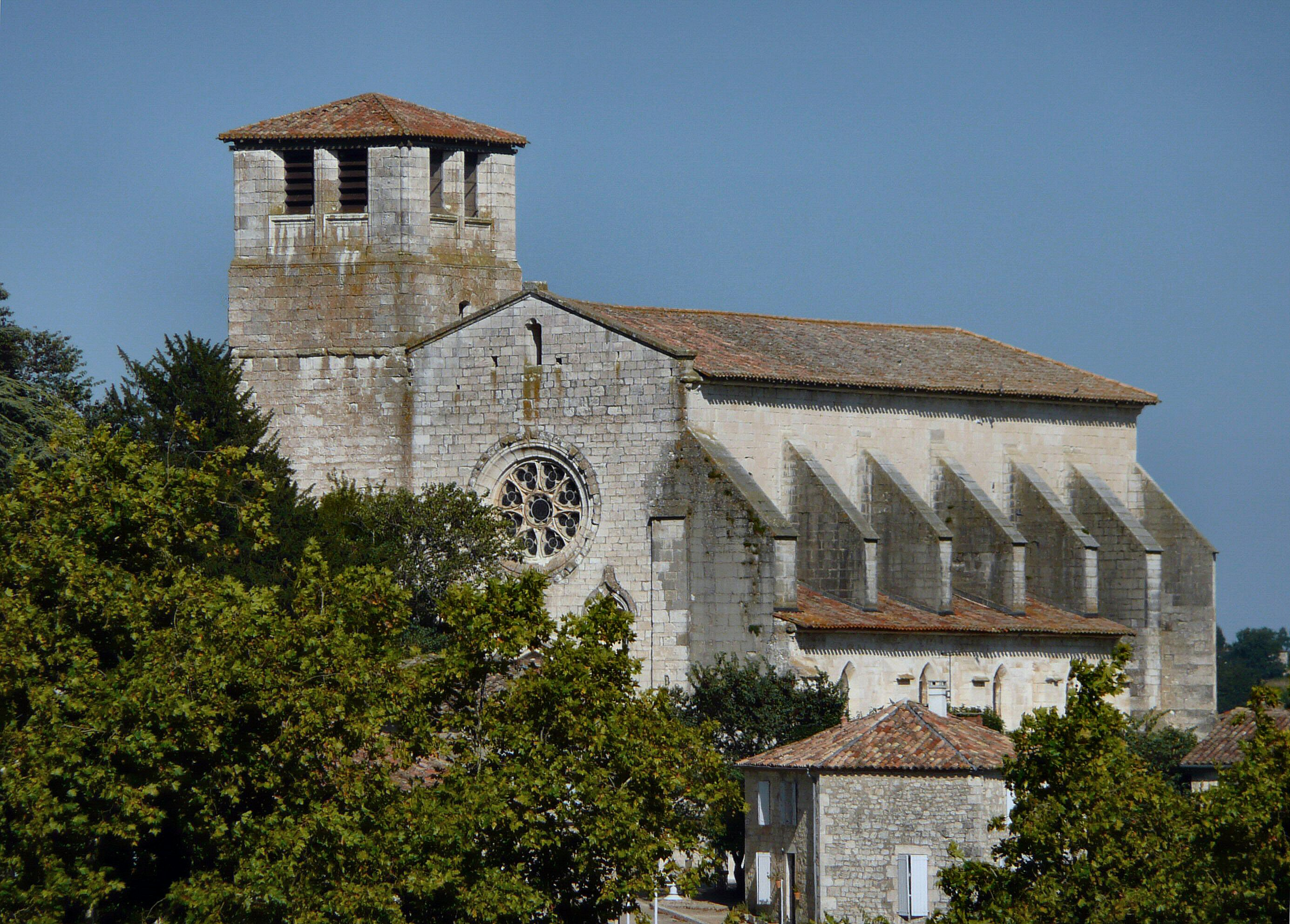
Collégiale St Martin in Montpezat-de-Quercy

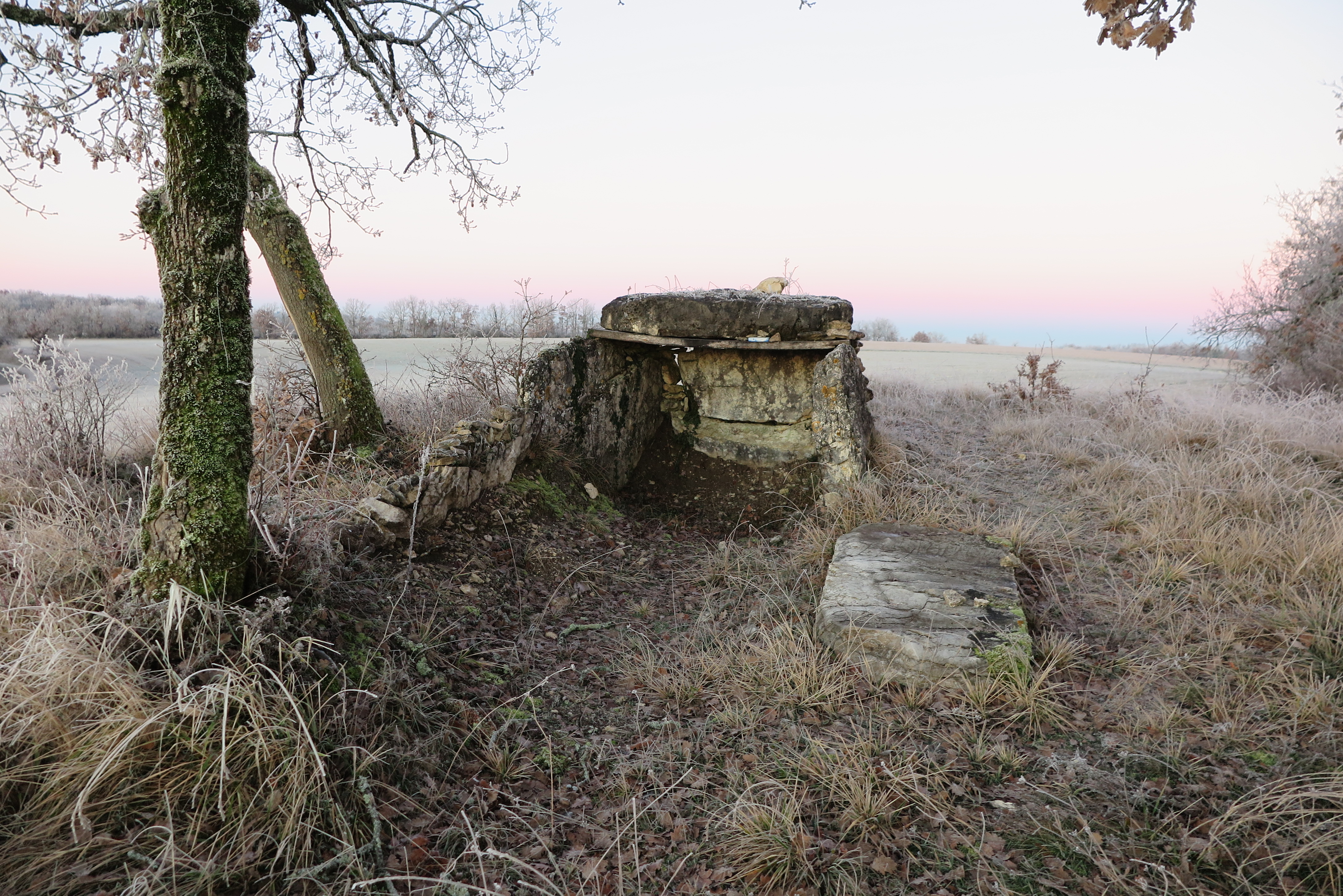
Dolmen von Taillebarte

Die Gemeinde liegt 35 Kilometer nördlich von Montauban, unweit von Caussade. Im Gemeindegebiet entspringt der Fluss Petit Lembous.
Montpezat-de-Quercy hat sich über die Jahrhunderte seinen mittelalterlichen Charme erhalten können. Im Ort gibt es ein Gebäude aus dem 14. Jahrhundert, in dem Wandteppiche aus dem 16. Jahrhundert zu sehen sind, die das Leben von Sankt Martin darstellen. Unzählige Fachwerkbauten und traditionelle Häuser aus Stein zieren das Zentrum des kleinen Dorfes, das unter Denkmalschutz steht.
Alle zwei Jahre lädt das Dorf im August zum Weinfest ein, bei dem Weine und Spezialitäten aus der Region verkostet werden können.

## Demographie
| Jahr      | 1962 | 1968 | 1975 | 1982 | 1990 | 1999 | 2006 | 2015 |
| Einwohner | 1377 | 1448 | 1419 | 1407 | 1411 | 1378 | 1413 | 1552 |